# Заберезовская
Заберезовская — деревня в Шенкурском районе Архангельской области. Входит в состав муниципального образования «Федорогорское».

## География
Деревня расположена в южной части Архангельской области, в таёжной зоне, в пределах северной части Русской равнины, в 92 километрах на восток от города Шенкурска, на правом берегу реки Кодима, притока Северной Двины. Ближайшие населённые пункты: на севере деревни Жернаковская и Монастырская, на западе деревни Шахановка, Носовская и Нагорная.
Часовой пояс
Заберезовская, как и вся Архангельская область, находится в часовой зоне МСК (московское время). Смещение применяемого времени относительно UTC составляет +3:00.

## Население
| 2002 | 2010 | 2012 |
| ---- | ---- | ---- |
| 9    | ↘2   | ↗5   |

## История
Указана в «Списке населённых мест по сведениям 1859 года» в составе Шенкурского уезда(2-го стана) Архангельской губернии под номером «2350» как «Березовская (Берознинская)». Насчитывала 10 дворов, 48 жителей мужского пола и 54 женского.
В деревне была построена часовня, приписанная к Кодемскому приходу.
В «Списке населенных мест Архангельской губернии к 1905 году» деревня Заберезовская насчитывает 35 дворов, 91 мужчину и 109 женщин. В административном отношении деревня входила в состав Шахановского сельского общества Шахановской волости.
На 1 мая 1922 года в поселении 48 дворов, 107 мужчин и 129 женщин.
2 июля 2012 года деревня Заберезовская вошла в состав Федорогорского сельского поселения в результате объединения муниципальных образований «Федорогорское» и «Шахановское».